# Muzeum (album)
Muzeum – album koncertowy Przemysława Gintrowskiego, Jacka Kaczmarskiego i Zbigniewa Łapińskiego zarejestrowany w 1981 roku podczas koncertu w sali warszawskiej „Zachęty”. Program funkcjonował początkowo jako wydawnictwo podziemne i nigdy nie został zarejestrowany profesjonalnie, także po 1989 roku. Albumy z zapisami programów Raj i Muzeum oficjalnie ukazały się na rynku dopiero w 1991 roku nakładem wytwórni Pomaton EMI jako albumy złożone z najlepiej zachowanych nagrań pochodzących z amatorskich i półprofesjonalnych źródeł.

Program „Muzeum” powstał w 1981 roku w oparciu o wybrane dzieła polskiego malarstwa historycznego. Jego intencją było umieszczenie polskich doświadczeń okresu „Solidarności” w perspektywie historycznej tak, by odbiorca pojął, że jest świadkiem procesu, a nie jakiegoś wyjątkowego wydarzenia.

## Twórcy
- Przemysław Gintrowski – śpiew, gitara
- Jacek Kaczmarski – śpiew, gitara
- Zbigniew Łapiński – śpiew, fortepian[a]

Słowa:
- Jacek Kaczmarski, oprócz: 1 – Natan Tenenbaum

Muzyka:
- Jacek Kaczmarski – 4, 5, 8, 13
- Przemysław Gintrowski – 1, 3, 6, 9, 14, 15, 16, 18, 19, 21
- Zbigniew Łapiński – 2, 7, 10, 11, 12, 17, 20

## Lista utworów
1. „Modlitwa o wschodzie słońca (motto)” (02:40)
2. „Szturm (prolog)” (01:57)
3. „Stańczyk (Matejko)” (03:54)
4. „Rejtan, czyli raport ambasadora (Matejko)” (03:08)
5. „Wieszanie zdrajców (Norblin)” (02:10)
6. „Pikieta powstańcza (Gierymski)” (03:16)
7. „Somosierra (Michałowski)” (02:26)
8. „Zesłanie studentów (Malczewski)” (04:15)
9. „Zatruta studnia (Malczewski)” (04:06)
10. „Wigilia na Syberii (Malczewski)” (05:51)
11. „Powrót z Syberii (Malczewski)” (03:21)
12. „Wiosna 1905 (Masłowski)” (03:13)
13. „Ballada o spalonej synagodze (Schulz)” (02:44)
14. „Autoportret Witkacego (Witkacy)” (04:30)
15. „Rozstrzelanie (Wróblewski)” (01:22)
16. „Birkenau (Krawczyk)” (02:20)
17. „Czerwony autobus (Linke)” (02:05)
18. „Osły i ludzie (Goya)” (03:31)
19. „Kanapka z człowiekiem (Linke)” (03:09)
20. „Wariacje dla Grażynki (Gielniak)” (02:36)
21. „Arka Noego (Arrasy wawelskie)” (03:26)

## Wydania[1]
- 1981 – Nagrania nieoficjalne, z koncertów
- 1991 – Pomaton EMI (z nagrań nieoficjalnych) (kaseta, nr kat. POM 017). W stosunku do oryginalnego programu brakuje 2 utworów (Modlitwa o wschodzie słońca, Birkenau).
- 2002 – Płyta wydana w albumie dwupłytowym (wraz z Rajem) przez Pomaton EMI (CD, nr kat. 5434212). Oryginalna liczba utworów.
- 2004 – Album włączony do Syna marnotrawnego – zestawu 22 płyt wydanego przez Pomaton EMI.
- 2007 – Włączony do Arki Noego – zestawu 37 płyt wydanego przez Pomaton EMI.